# Phoradendron vargasii
Phoradendron vargasii är en sandelträdsväxtart som beskrevs av Kuijt. Phoradendron vargasii ingår i släktet Phoradendron och familjen sandelträdsväxter. Inga underarter finns listade i Catalogue of Life.